# Opel Grand Prix Rennwagen
 (octobre 2024).

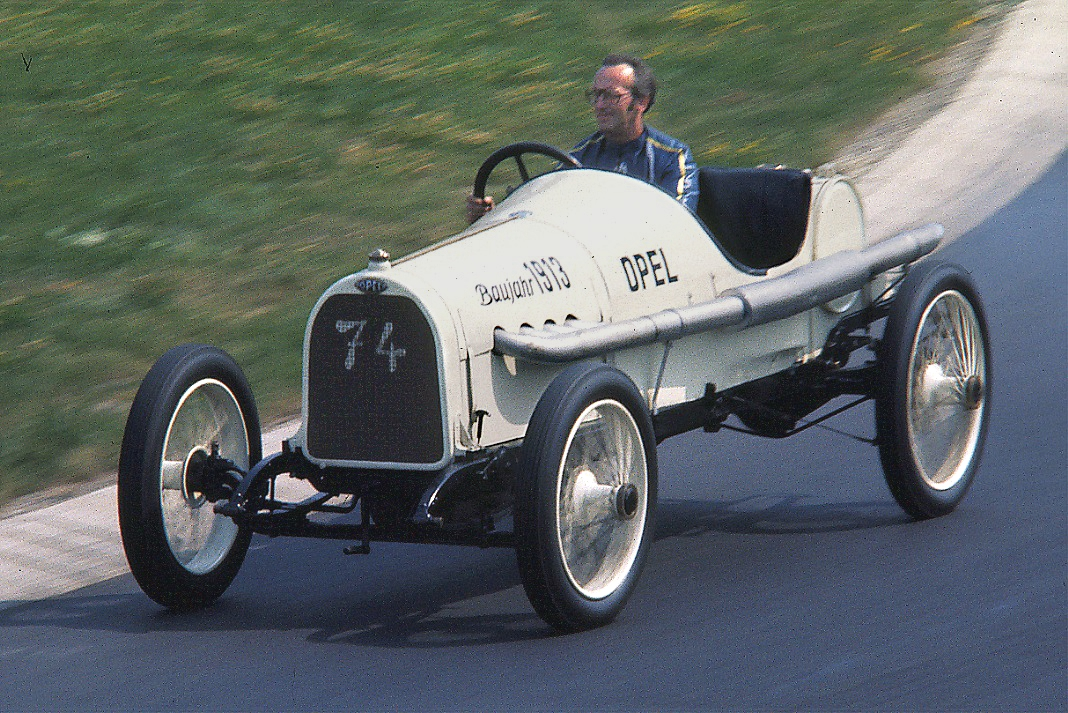
L’une des Opel Grand Prix Rennwagen en 1976 dans le virage sud du Nürburgring

L’Opel Grand Prix Rennwagen était une voiture de course utilisée par le constructeur automobile allemand Opel en 1913 et 1914.

## Description

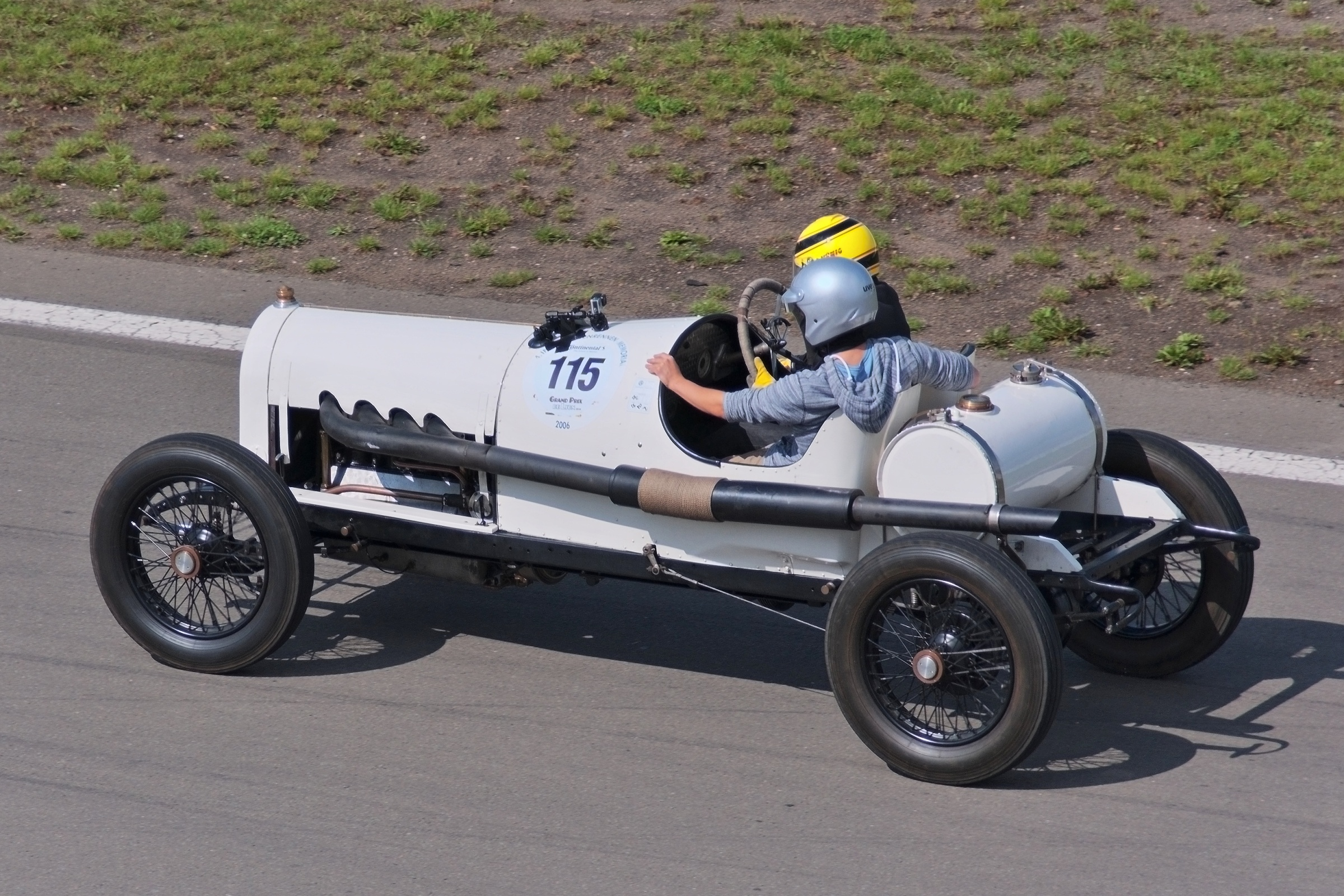
Rennwagen en 2014 en démonstration

La Grand Prix Rennwagen construite en 1913 fut la première Opel construite exclusivement à des fins de course. Elle a été spécialement conçue pour le départ du Grand Prix automobile de France, la course automobile la plus prestigieuse au monde à l’époque, et elle se composait d’autant de composants légers que possible en raison du poids maximum requis de 1 000 kg. La voiture avait un moteur quatre cylindres en ligne avec un arbre à cames en tête, quatre soupapes par cylindre et une cylindrée de 3 970 cm³, qui produisait 110 ch (certaines sources mentionnent également 90 ch. Ce moteur était le premier moteur Opel à quatre soupapes par cylindre.
Pour la saison de course 1914, la cylindrée fut augmentée à 4 500 cm³, augmentant la puissance à 132 ch. L’essieu avant, qui n’avait pas encore de frein en 1913, était désormais équipé de frein à tambour.

## Exploits en course

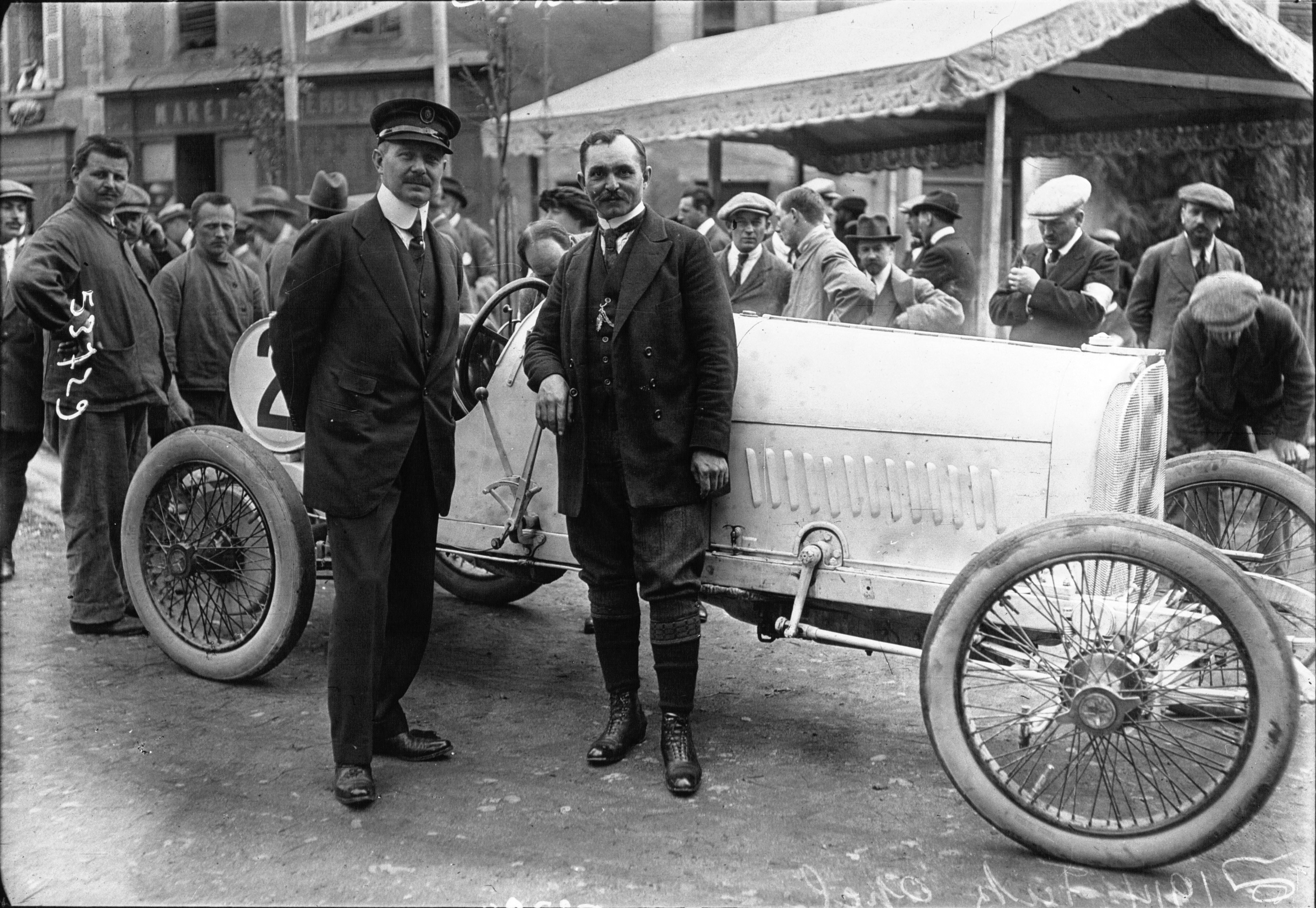
Friedrich Opel (à gauche) et Carl Jörns devant l’une des voitures du Grand Prix de France 1914

La Grand Prix Rennwagen a été utilisée lors du Grand Prix automobile de France 1913 sur le Circuit de Picardie près d’Amiens et elle était conduite par Carl Jörns. Jörns a abandonné tôt dans la course en raison d’une panne moteur.
L’équipe d’usine d’Opel a participé au Grand Prix automobile de France 1914 à la veille de la Première Guerre mondiale avec trois véhicules et pilotes, Carl Jörns, Franz Breckheimer et Emil Erndtmann. Sous une grande chaleur, alors qu’Erndtmann et Breckheimer abandonnaient au neuvième tour de la course de 20 tours et 750 km en raison d’un accident ou d’un défaut, Jörns arrivait dixième après une belle course pour rattraper son retard. La course, souvent considérée rétrospectivement comme le plus grand Grand Prix de tous les temps, s’est terminée par un triplé des pilotes de Mercedes, Christian Lautenschlager, Louis Wagner et Otto Salzer.
En août 1914, deux véhicules furent expédiés en Angleterre pour une course sur le circuit de Brooklands. Le troisième a été si gravement endommagée lors du Grand Prix de France qu’elle a dû être réparée à l’usine de Rüsselsheim. Lorsque les deux véhicules arrivèrent en Angleterre, l’Empire allemand avait déjà mobilisé ses troupes. L’équipe d’Opel s’est enfuie chez elle et les deux Rennwagen ont été confisquées comme trophée de guerre. Les véhicules furent ensuite utilisés par des conducteurs anglais et remportèrent plusieurs victoires à Brooklands, dans le Yorkshire et à Londres dans les années 1920.

## Emplacement

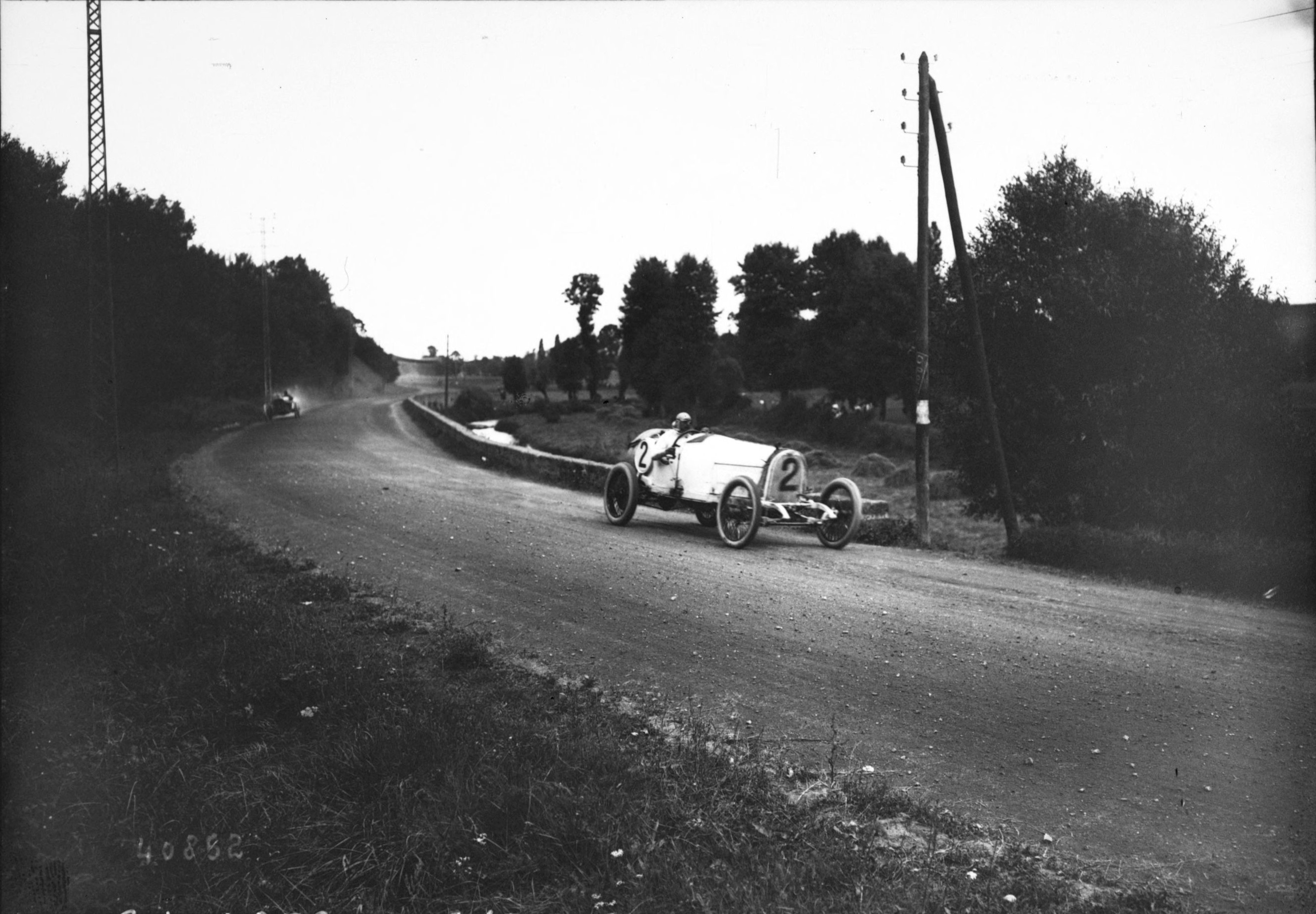
Jörns pendant la course

L’une des voitures a été achetée en 1990 par le concessionnaire Opel Richard Wiens de Billerbeck. Un autre véhicule de course, vraisemblablement celui de Carl Jörns, appartenait à l’Anglais John Bentley. Le troisième véhicule, celui qui est resté à l’usine pour réparation en 1914, fait toujours partie de la collection historique d’Adam Opel AG.
En 2004, les trois véhicules ont été réunis pour la première fois à l’occasion du 100e anniversaire de la Coupe automobile Gordon Bennett à Bad Homburg vor der Höhe.
Du 1er au 3 mai 2014, les trois voitures ont participé à la course anniversaire du Grand Prix de France 1914 à Brignais.